# La Sulamite
La Sulamite è una scena lirica di Emmanuel Chabrier su parole di Jean Richepin, per voce solista, coro femminile e orchestra. Il testo de La Sulamite si basa su estratti dal Cantico dei Cantici. Il lavoro dura circa 17 minuti.

## Storia
La Sulamite fu eseguita per la prima volta il 15 marzo 1885 ai Concerts Lamoureux, diretta da Charles Lamoureux con il mezzosoprano solista Mme Marie-Hélène Brunet Lafleur (la seconda moglie di Lamoureux), alla quale il lavoro è dedicato. Una versione riorchestrata realizzata dal compositore nel 1890 (con una dedica simile) fu eseguita per la prima volta dagli stessi artisti il 21 febbraio 1892; quel manoscritto è ora nella Morgan Library & Museum.
Chabrier ebbe grandi difficoltà a trovare un finale convincente per il pezzo, tentò perfino di convincere Lamoureux ad aiutarlo. Alla fine però fu contento di questo lavoro; in una lettera ai suoi editori Enoch et Costallat scrisse "Sono molto legato a questo lavoro. È difficile, ma lo sarà meno tra dieci o venti anni da oggi".
Secondo Myers, l'opera ha un'intensità luminosa e un'aura sensuale e la scrittura musicale delle voci e degli strumenti è libera e disinibita, animata da sottigliezze armoniche e modulazioni audaci e originali.
Debussy confidò al critico e compositore Gustave Samazeuilh di essere stato influenzato da La Sulamite mentre scriveva La Damoiselle élue. Anche Ravel era entusiasta mentre presentava il lavoro al suo amico Ricardo Viñes nel 1897.

## Il lavoro
All'interno di un ambiente orientale con giardini dalle alte mura, la Sulamita, inizialmente triste per l'assenza della persona amata, all'improvviso sente la sua vicinanza, lo chiama, lo vede correre e crolla infine tra le sue braccia nell'ambita estasi, tra le felicissime congratulazioni dei suoi compagni, felici della sua buona fortuna.

### Orchestrazione
La Sulamite è scritta per una grande orchestra:
- ottavino, 2 flauti, oboe, corno inglese, 2 clarinetti in si bemolle, clarinetto basso, 4 fagotti
- 2 corni in fa, 2 corni in mi bemolle, 2 cornetti a pistoni in do maggiore, 2 trombe in fa, 3 tromboni, tuba
- timpani, piatti antichi in mi bemolle, triangolo, tamburo, grancassa, piatti
- 2 arpe, violini, viole, violoncelli e contrabbassi.